# Drsilo
Drsilo je snov, ki je dodana prašku za izboljšanje njegove pretočnosti. Drsilo deluje le v določenem koncentracijskem razponu. Nad določeno koncentracijo lahko drsilo dejansko ovira pretočnost.
V proizvodnji tablet se drsila po navadi dodajo tik pred stiskanjem.

## Primeri
Primeri drsil vključujejo magnezijev stearat, penjeni silicijev dioksid (koloidni silicijev dioksid), škrob in smukec.

## Mehanizem delovanja
Drsilo učinkuje zaradi blaženja dejavnikov, ki povzročajo slabo pretočnost praška. Na primer popravljanje površinskih nepravilnosti zmanjša interpartikularno trenje (trenje med delci) in zmanjšuje površinski naboj. Rezultat je zmanjšanje nasipnega kota, kar označuje izboljšano pretočnost praška.